# Коломацька волость
Коломацька волость — історична адміністративно-територіальна одиниця Валківського повіту Харківської губернії з центром у слободі Коломак.
Станом на 1885 рік складалася з 43 поселень, 2 сільських громад. Населення — 9476 осіб (4982 осіб чоловічої статі та 4494 — жіночої), 1773 дворових господарства.
|                     | Площа, десятин | У тому числі орної, дес. |
| ------------------- | -------------- | ------------------------ |
| Сільських громад    | 14703          | 12461                    |
| Приватної власності | 4543           | 2829                     |
| Іншої власності     | 165            | 115                      |
| Загалом             | 19411          | 15405                    |

Найбільші поселення волості станом на 1885:
- Коломак — колишня державна слобода при річці Коломак за 25 верст від повітового міста, 3775 осіб, 764 двори, 3 православні церкви, школа, 8 постоялих дворів, 4 лавки, базари, щорічний ярмарок. За 6 верст — залізнична станція.
- Сидоренкова — колишня державна слобода, 606 осіб, 95 дворів, православна церква, школа.

Найбільше поселення волості станом на 1914 рік:
- село Коломак — 6917 мешканців.

Старшиною волості був Барабаш Олексій Андрійович, волосним писарем — Солошенко Омелян Пантелеймонович, головою волосного суду — Ільченко Юхим Мусійович.